# Xenolachne flagellifera
Xenolachne flagellifera är en svampart som beskrevs av D.P. Rogers 1947. Xenolachne flagellifera ingår i släktet Xenolachne, ordningen gelésvampar, klassen Tremellomycetes, divisionen basidiesvampar och riket svampar.   Inga underarter finns listade i Catalogue of Life.